# Louis Beicht
Louis Jean Nicolas Beicht (Ciutat de Luxemburg, 26 de juliol de 1886 – Ciutat de Luxemburg, 29 d'octubre de 1943) fou un compositor luxemburguès.
Nascut el 26 de juliol de 1886 al districte de Grund de Ciutat de Luxemburg, Beicht era un funcionari que va compondre marxes, valsos, cançons de folk, chansons i música de teatre. També va compondre música d'operetes per a les comèdies musicals luxemburgueses de Josy Imdahl.
Beicht va morir a la Ciutat de Luxemburg el 29 d'octubre de 1943.

## Obres
- 1916: D'Joffer Marie-Madeleine (text de Josy Imdahl)
- 1927: Déi vum iewëschten Haff (text de Josy Imdahl)